# Agnethe Nielsenová
Marie Agnethe Kathrine Nielsenová, roz. Salomonsenová; (13. květen 1925, Qeqertarsuaaraq – 11. únor 2011, Narsaq) byla grónská politička a bojovnice za práva žen.

## Životopis

### Raná léta
Agnethe Salomonsen se narodila roku 1925 poblíž Qassimiutu jako nemanželská dcera Johanne Helgy Ingeborg Bole Eleonory Salomonsen a Valdemara Frederiksena, člena posádky inspekční lodi Iceland Falk.
Vyrůstala u svých prarodičů. V letech 1940 až 1942 navštěvovala dívčí Efterskole v Aasiaatu, což bylo v té době pro vesnické dívky velmi neobvyklé, ale katecheta a básník Simon Nielsen bystrou Agnethe, která ráda četla, povzbuzoval. Po ukončení školy žila v dánské rodině v Grónsku, což jí umožnilo naučit se dánsky. Jejímu přání stát se učitelkou zabránila izolace Grónska způsobená druhou světovou válkou. Po skončení války se v roce 1946 přestěhovala do Dánska za svým dánským partnerem Kaiem Nielsenem, za kterého se provdala 17. září téhož roku.
Do Grónska se vrátili již v roce 1951. Roku 1954 se Agnethe Nielsenová stala tlumočnicí.

### Politická kariéra
V roce 1955 se nechala přesvědčit, aby kandidovala jako zástupkyně Ingvara Høegha do městské rady v Narsaqu. Ingvar Høegh krátce poté Narsaq opustil a Agnethe Nielsenová se dostala do obecní rady. V roce 1960 byla zvolena starostkou Narsaqu. Do obecního zastupitelstva byla následně volena soustavně až do roku 1989.
V roce 1975 kandidovala jako první zástupkyně Ingvara Høegha ve volbách do Grónské zemské rady. V roce 1979 kandidovala jako první zástupkyně Larse Godtfredsena v prvních volbách do Grónského parlamentu. Když ten v roce 1981 z osobních důvodů odstoupil z parlamentu, nastoupila na jeho místo Agnethe Nielsenová, která se tak stala první ženou v parlamentu a zároveň druhou političkou po Elisabeth Johansen, která byla předtím jedinou ženou v zemské radě. S odchodem do politického důchodu v roce 1989 se vzdala i funkce starostky.
Z politického důchodu se vrátila ještě jednou v parlamentních volbách v roce 1991 a byla zvolena. Roku 1995 mandát obhájila, avšak následně definitivně ukončila svou politickou kariéru.
První roky působení Agnethe Nielsenové v místní radě byly poznamenány vlnou tuberkulózy v Grónsku. Zřídila proto hlídání a dohled nad dětmi, jejichž rodiče byli v nemocnicích v Nuuku nebo v Dánsku kvůli léčbě tuberkulózy. Byla jednou z iniciátorek zákona o sociální péči v Grónsku v polovině 60. let. V letech 1968 až 1972 si mohla splnit své dětské přání stát se učitelkou, když školila první grónské sociální pracovníky. Z iniciativy Agnethe Nielsenové byly zaměstnány také první pomocnice v domácnosti. V roce 1969 byla členkou výboru pro analýzu postavení žen v grónské společnosti. V roce 1975 se podílela na vydání čtyř publikací o roli žen v Grónsku. Když její manžel v roce 1987 zemřel na rakovinu, založila Agnethe Nielsenová spolu s Neriuffikem grónskou pobočku Kræftens Bekæmpelse, Dánské asociace pro boj proti rakovině, v níž se aktivně angažovala v letech 1989 až 1998.

### Stáří a smrt
Za své služby byla Agnethe Nielsenová v roce 1982 vyznamenána řádem Dannebrogorden, nejprve jako rytířka, v roce 1997 jako rytířka 1. třídy. 29. listopadu 1990 obdržela také stříbrný řád Nersornaat. Kromě toho byla nositelkou řádů Královské medaile za odměnu a Medaile za zásluhy, čímž se stala nejvíce vyznamenanou ženou v Grónsku.
Po smrti manžela na rakovinu se z těžké kuřačky stala odpůrkyně kouření. Přesto jí byla v lednu 2011 diagnostikována rakovina plic, na kterou 11. února zemřela v nemocnici v Narsaqu.

## Rodina
Se svým manželem Kaiem Nielsenem (1915–1987) měla tři syny: Jakoba (*1955), Christiana (*1958) a Johana (*1962).